# Psyllopsis discrepans
Psyllopsis discrepans är en insektsart som först beskrevs av Flor 1861.  Psyllopsis discrepans ingår i släktet Psyllopsis och familjen rundbladloppor. Arten är reproducerande i Sverige. Inga underarter finns listade i Catalogue of Life.